# Schortens
Schortens er en by i Landkreis Friesland i den tyske delstat Niedersachsen, og den er med godt 20.000 indbyggere den næststørste by i landkreisen efter Varel. Den har siden 2011 været statsanerkendt rekreatrionsby.

## Geografi
Schortens ligger i Jeverland på den østfrisiske halvø, på randen af marsken. Flere landsbyer, blandt andet Accum og Schoost på gesttunger der rager ind i marsken, hvor der tidliger var udstrakte mose- og hedeområder.

### Nabokommuner
Schortens grænser mod nordvest til Jever, mod nord til kommunen Wangerland, mod øst til den kreisfri by Wilhelmshaven, mod syd til kommunen Sande og mod sydvest til kommunen Friedeburg, som ligger i Landkreis Wittmund.

### Inddeling
Bykommunen omfatter de 12 bydele Schortens, Heidmühle, Grafschaft, Accum, Sillenstede, Schoost, Roffhausen, Middelsfähr, Addernhausen, Oestringfelde, Ostiem og Upjever.
Da Schortens, Heidmühle, Oestringfelde og Ostiem tilsammen danner en sammenhængende bykerne med knap 14.000 indbyggere, er de øvrige enkeltliggende landsbyer mindre med indbyggertal på mellem omkring 150 (Schoost) til 2.200 (Sillenstede).